# Scars (песня X Japan)
«Scars» — песня японской метал-группы X Japan, выпущенная в качестве сингла 18 ноября 1996 года.

## О песне
«Scars» является единственным синглом группы, написанным не Ёсики — автором выступил Хидэ. Изначально заглавная песня называлась «Scars on Melody». Сторона «Б» сингла содержит ремикс-версию песни «White Poem I» из альбома Dahlia. По мнению обозревателя AllMusic Алексея Ерёменко, «Scars» была намёком на будущие эксперименты Хидэ в индастриал-роке.
Сингл был переиздан с другой обложкой, которая изображает Хидэ, 22 июля 1998 года, после его смерти 2 мая.
«Scars» достиг 15-го места в чарте Oricon и пребывал в нём 5 недель.

## Список композиций
| №  | Название                             | Автор(ы) | Длительность |
| -- | ------------------------------------ | -------- | ------------ |
| 1. | «Scars»                              | Хидэ     | 5:05         |
| 2. | «White Poem I (M.T.A. Mix)» (ремикс) | Ёсики    | 3:28         |

## Участники записи
- Тоси — вокал
- Хидэ — гитара
- Пата — гитара
- Хит — бас-гитара
- Ёсики — барабаны, пианино